# Giáo đường Do Thái Chính thống mới ở Košice
Giáo đường Do Thái Chính thống mới ở Košice (tiếng Slovakia: Nová ortodoxná synagóga v Košiciach) là một giáo đường Do Thái tọa lạc trên phố Puškinova, nằm trong khu Phố cổ của thành phố Košice, Slovakia. Tòa nhà này được xây dựng nhằm thay thế giáo đường Chính thống giáo cũ trên phố Zvonárská, được xây dựng vào năm 1899 theo thiết kế của János Balogh. Vào ngày 16 tháng 10 năm 1963, công trình kiến trúc này được ghi danh vào Danh sách Di tích Trung ương theo quyết định của Bộ Văn hóa Cộng hòa Slovakia.

## Lịch sử
Giáo đường Do Thái chính thống mới ở Košice được xây dựng trong hai năm 1926 và 1927, dựa trên bản thiết kế của một kiến trúc sư người gốc Budapest tên là Ľudovít Oelschläger.

## Miêu tả
Mặt tiền của giáo đường Do Thái được xây dựng theo trường phái kiến trúc Tân cổ điển và được trang trí bằng các họa tiết truyền thống của địa phương. Nội thất chủ yếu được xây dựng theo lối kiến trúc hiện đại. Ở mặt trước của giáo đường Do Thái có một tấm bảng tưởng niệm Holocaust đã được lắp đặt từ năm 1992. Theo số liệu báo cáo, trong chiến tranh thế giới thứ hai, cụ thể là vào năm 1944, hơn 12.000 người Do Thái bị trục xuất khỏi Košice và bị đưa đến các trại tập trung của Đức Quốc xã. Trong số đó, chỉ có 400 người sống sót.